# Pimpinella saxifraga
Pimpinella saxifraga là một loài thực vật có hoa trong họ Hoa tán. Loài này được L. miêu tả khoa học đầu tiên năm 1753.

## Hình ảnh

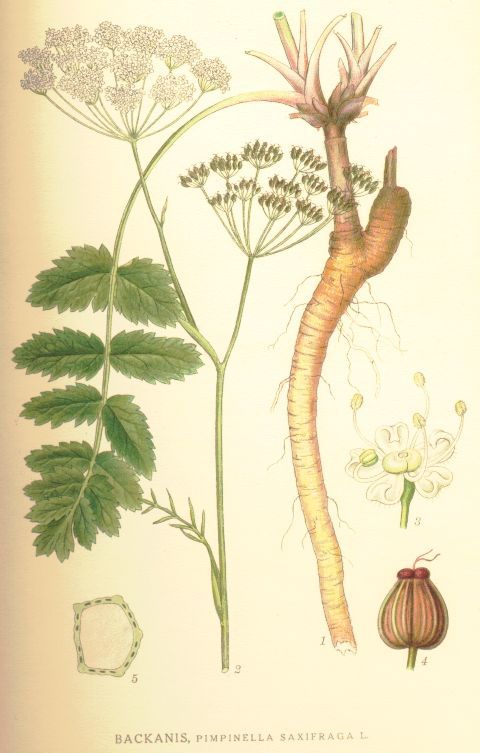
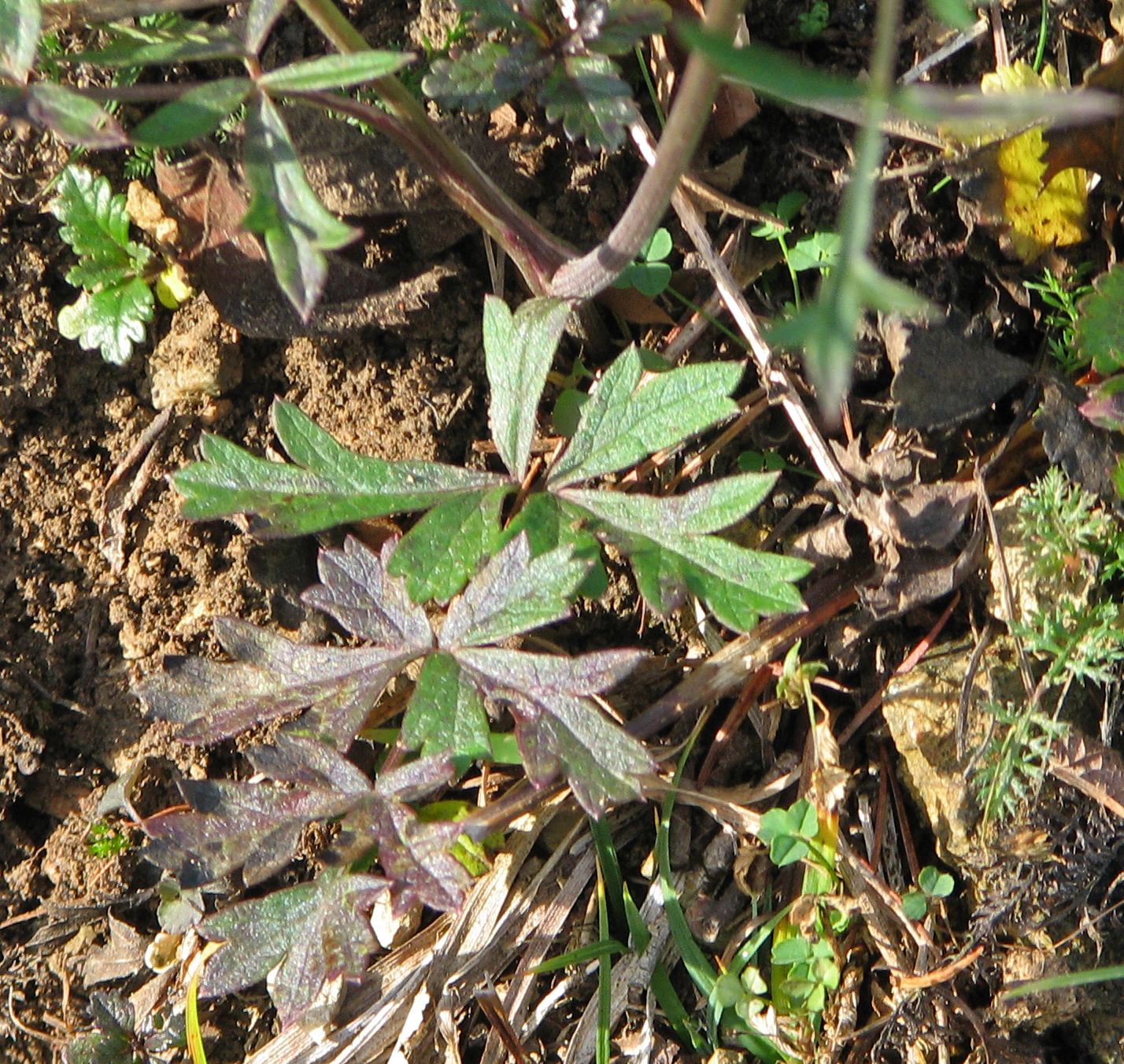
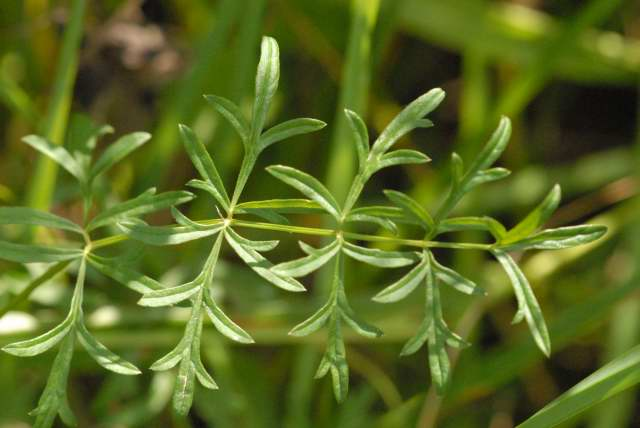
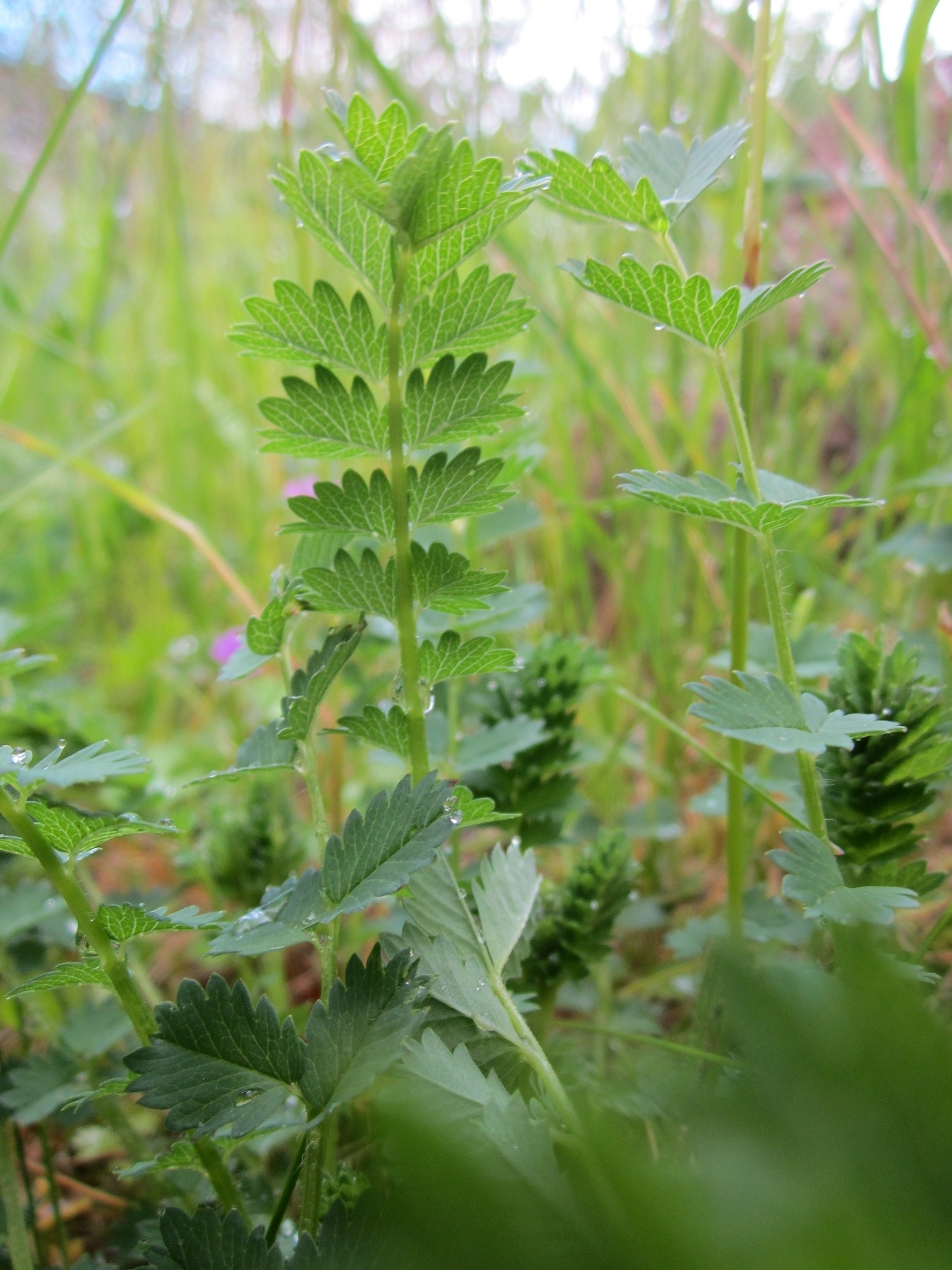